# Turku (Lettonia)
Turku è una parrocchia della municipalità di Līvāni in Lettonia